# Zekeriya Öz
Zekeriya Öz (* 1968) ist ein ehemaliger Staatsanwalt in der Türkei, er war ab 2007 Chefankläger in den Ergenekon- und Balyoz-Prozessen. Im Jahr 2013 war Öz der leitende Ermittler im Korruptionsverfahren gegen verschiedene Regierungsmitglieder und Freunde des damaligen Ministerpräsidenten Recep Tayyip Erdoğan (Korruptionsskandal in der Türkei 2013). Öz wurde Mitte 2015 als Staatsanwalt entlassen. Im August 2015 leitete die Staatsanwaltschaft Istanbul ein Ermittlungsverfahren gegen Öz ein. Öz entzog sich einer Vorladung durch Ausreise nach Deutschland.

## Werdegang
Öz  entstammt einer Muhacir-Familie aus Bulgarien. Er wuchs in Bursa und Yalova in einfachen Verhältnissen in einer Familie mit angeblich sechs Schwestern auf. Sein Vater war Kleinhändler. Öz durchlief Grundschule und Gymnasium und studierte anschließend Rechtswissenschaften an der Universität Istanbul. Das Studium schloss er 1991 ab. Anschließend arbeitet Öz als Rechtsanwalt in Bursa. Im Jahr 1997 bestand Öz die Prüfung für Richter und Staatsanwälte und arbeitete in verschiedenen Verwendungen als Staatsanwalt.
Bekannt wurde Öz im Jahr 2007, als die Polizei bei einer Durchsuchung in Ümraniye Handgranaten sicherstellte. Öz bekleidete zu jener Zeit das Amt des stellvertretenden „Staatsanwalts der Republik“ und leitete als Sonderstaatsanwalt mit besonderen Kompetenzen die Ermittlungen, die sich zum Ergenekon-Verfahren auswuchsen. Im Jahr 2011 wurde Öz überraschend versetzt. und ihm wurden die Ermittlungen entzogen. Auch beim  Korruptionsskandal in der Türkei im Jahr 2013 war Öz an führender Stelle beteiligt. Öz und sein Team ließen im Dezember 2013 mehr als 70 Verdächtige aus dem Regierungsumfeld festnehmen, was Erdogans Regierung an den Rand des Zusammenbruchs brachte. Zahlreiche beteiligte Polizeibeamte und Staatsanwälte wurden versetzt, degradiert oder ihres Amtes enthoben, so auch Zekeriya Öz. Dies wurde als Machtkampf zwischen Regierung und Gülen-Bewegung aufgefasst.
Im August 2015 hat die Staatsanwaltschaft in Istanbul die Festnahme der drei Staatsanwälte Zekeriya Oz, Celal Kara und Mehmet Yüzgeç wegen „Bildung einer kriminellen Vereinigung“ und „Versuch zum gewaltsamen Sturz der Regierung“ angeordnet. Kurz vor Bekanntgabe der Haftbefehle von ihrer drohenden Festnahme flohen die drei Juristen außer Landes. Die Türkei forderte die Bundesregierung der Bundesrepublik Deutschland auf die ehemaligen Staatsanwälte Zekeriya Öz und Celal Kara auszuliefern.

## Weblink
- Porträt Öz’ in der Hürriyet vom 3. April 2008 (türkisch)